# Río Malagarasi
El río Malagarasi, o Malagarazi, es un río de África central, uno de los principales afluentes del lago Tanganica, que discurre por Burundi y Tanzania. Sus aguas, vía Lukuga, Lualaba y Congo, acaban desembocando en el golfo de Guinea. Tiene una longitud de 475 km y drena una amplia cuenca de 130 000 km² .
Es el segundo río más largo de Tanzania.

## Geografía
El río Malagarasi nace en Burundi, en las montañas al sureste de la ciudad de Nyanza-Lac, a apenas veinte kilómetros de las aguas del lago Tanganyika. 
El río discurre en dirección noreste, en un tramo de unos 160 km en el que forma la frontera natural entre Burundi, al noroeste, y Tanzania, al sureste. Luego el Malagarazi vira hacia el sur y se adentra en Tanzania, donde tras describir un par de bucles llega a Katale, a unos 80 kilómetros de la desembocadura, donde el río forma una extensa marisma (las marismas Malangarasi-Moyowosi, con 32.500 km², que forman parte de la Lista Ramsar de humedales de importancia internacional), con muchos sedimentos arrastrados y depósitos de materiales orgánicos, y donde recibe a su principal afluente, por la margen izquierda y llegando del este, al río Gombe. Luego el río vira hacia el oeste, llegando a la ciudad que le da nombre (Malagarasi) y al poco recibe, llegando del sur y por la margen izquierda, a otro de sus principales afluentes, el río Ugalla. Llega enseguida a la localidad de Uvinza y desemboca, por último, en el lago Tanganika en la parte central de la ribera oriental, en la localidad de Liagala, a unos 40 km al sur de Kigoma, el importante puerto lacustre y capital de la región de Kigoma. 
El Malagarasi existía antes que el lago Tanganica y antiguamente formaba un cauce continuo con el río Lukuga, siendo probablemente la principal cabecera del río Congo.